# 1486
1486 (MCDLXXXVI) fue un año común comenzado en domingo del calendario juliano.

## Acontecimientos
- 16 de febrero: en Fráncfort (Alemania) Maximiliano I es elegido rey de los romanos.
- 13 de abril: en la actual México, el azteca Ahuízotl se convierte en rey.
- 21 de abril: en España, el rey Fernando II de Aragón firma la Sentencia arbitral de Guadalupe para poner fin al conflicto secular entre los señores feudales y los payeses de remensa.
- Los Reyes Católicos peregrinan a Santiago de Compostela.

## Ciencia y tecnología
- En Italia, Pico della Mirandola publica sus 900 tesis de filosofía.

## Nacimientos
- 18 de febrero: Chaitania Majaprabhú, santón hinduista fundador del krisnaísmo de Bengala (m. 1534).
- 16 de julio: Andrea del Sarto, pintor italiano.
- 27 de noviembre: Jacopo d'Antonio Sansovino, pintor, arquitecto y escultor italiano.
- 20 de septiembre: Arturo Tudor, noble inglés.

## Fallecimientos
- Giovanni di Ser Giovanni, llamado «el Scheggia», pintor italiano, hermano de Masaccio.
- Martín Vázquez de Arce, doncel español.
- Tízoc, emperador azteca.
- Diogo Cão, explorador portugués.